# Shefiu Mohamed
Shefiu Mohammed (né le 20 mai 1956 dans la fédération du Nigeria) est un footballeur international nigérian, qui évoluait au poste de milieu de terrain.

## Biographie

### Carrière en sélection
Avec l'équipe du Nigeria, il figure dans le groupe des sélectionnés lors de la Coupe d'Afrique des nations de 1980 remportée par son équipe.
Il participe également aux Jeux olympiques de 1980. Lors du tournoi olympique organisé en Union soviétique, il joue deux matchs : contre le Koweït et la Tchécoslovaquie.
Il joue enfin six matchs comptant pour les tours préliminaires de la coupe du monde, lors des éditions 1978 et 1982.

## Palmarès
Nigeria
- Coupe d'Afrique des nations (1) :
  - Vainqueur : 1980